# 张开基
张开基（1913年—1990年），中国人民解放军将领、中国人民解放军开国少将。
曾任中国人民解放军兰州军区炮兵副司令员兼军械部部长。1955年，授予中国人民解放军少将。